# Орловка (Ершовский район)
Орловка — посёлок в Ершовском районе Саратовской области России. Входит в состав Декабристского муниципального образования.

## География
Посёлок находится в восточной части Саратовской области, в степной зоне, в пределах Сыртовой равнины, на западном берегу пруда Орловский, к востоку от реки Большой Узень, на расстоянии примерно 21 километра (по прямой) к востоку-северо-востоку (ENE) от города Ершов, административного центра района.

## Население
| 2002 | 2010 |
| ---- | ---- |
| 161  | ↘114 |

Гендерный состав
По данным Всероссийской переписи населения 2010 года в гендерной структуре населения мужчины составляли 50,9 %, женщины — соответственно 49,1 %.
Национальный состав
Согласно результатам переписи 2002 года, в национальной структуре населения русские составляли 38 %, казахи — 31 %.

## Улицы
Уличная сеть посёлка состоит из двух улиц (ул. А. С. Мелина и ул. Центральная).